# تجزئة مجموعة
تجزئة مجموعة M هي مجموعة من أجزاء M، غير فارغة وغير متقاطعة، تغطي M كليا.

## التعريف
لتكن M مجموعة ما. J مجموعة من أجزاء M . نقول أن J تجزئة ل M إذا كان :
- كل عنصر من J مجموعة غير فارغة.
- اتحاد عناصر J يساوي M
- عناصر J مجموعات منفصلة (غير متقاطعة) مثنى مثنى.

عناصر J تسمى أجزاء التجزئة.

## أمثلة
- M مجموعة ما. { J = { M  تجزئة ل M.
- المجموعة { M = {1, 2, 3 لها 5 تجزئات :

- { {1, 2, 3} },
- { {1, 2}, {3} },
- { {1, 3}, {2} },
- { {1}, {2, 3} },
- { {1}, {2}, {3} }
- { {}, {1,3}, {2} } ليست تجزئة لأنها تضم مجموعة فارغة، * { {1, 2}, {2, 3} } ليست تجزئة لأن العناصر {1, 2} و{2, 3} متقاطعة,
- { {1}, {2} } ليست تجزئة لأن العناصر لا تغطي M كليا.

## علاقة الترتيب على تجزئات مجموعة
M مجموعة ما.  J وI تجزئتين لM.
نقول أن  J أدق من I ونكتب  J < I إذا كان كل عنصر من J جزء من أحد عناصرI.
 <  تعرف علاقة ترتيب جزئية على مجموعة تجزئات M.
مثال { {1}, {2}, {3} }= J  أدق من { {1}, {2, 3} }= I.

## عدد تجزئاتمجموعة منتهية
يسمى عدد بيل Bn، عدد تجزءات مجموعة منتهية من n عنصر.
مثال : B0 = 1, B0 = 1, B2 = 2, B3 = 5, B4 = 15, B5 = 52, B6 = 203
الدالة الأسية المولدة للمتتالية Bn هي:
{\displaystyle \sum _{n=0}^{\infty }{\frac {B_{n}}{n!}}z^{n}=e^{e^{z}-1}.}.
كما تحقق Bn علاقة الترجع التالية
{\displaystyle B_{n+1}=\sum _{k=0}^{n}{n \choose k}B_{k}}